# Pleß
Pleß är en kommun och ort i Landkreis Unterallgäu i Regierungsbezirk Schwaben i förbundslandet Bayern i Tyskland.
Kommunen ingår i kommunalförbundet Boos tillsammans med kommunerna Boos, Fellheim, Heimertingen och Niederrieden.